# خروبه
خروبه (به عربی: الخروبة) یک منطقهٔ مسکونی در لیبی است که در استان مرج واقع شده‌است. خروبه ۳۳۰ متر بالاتر از سطح دریا واقع شده‌است.